# 보르히아: 역사상 가장 타락한 교황
《보르히아: 역사상 가장 타락한 교황》(Los Borgia)은 스페인에서 제작된 안토니오 헤르난데즈 감독의 2006년 드라마 영화이다. 마리아 발베르드 등이 주연으로 출연하였고 구이도 데 안젤리스 등이 제작에 참여하였다.

## 출연

### 주연
- 마리아 발베르드
- 세르지오 무니즈
- 세르지오 페리스 멘체타
- 로베르토 알바레즈

### 조연
- 엘로이 아조린
- 루이스 호마르
- 린다 배티스타
- 안토니오 드첸트
- 로베르토 엔리쿠에즈
- 파비오 그로시
- 안토니오 헤르난데즈
- 루시아 지메네즈
- 지오르지오 마체시
- 디에고 마틴
- 안젤라 몰리나
- 미구엘 안겔 무노즈
- 유세비오 폰셀라
- 케이티 루이즈 사운더스
- 파즈 베가
- 엔리크 빌렌